# Agrometeorologia
A meteorologia agrícola (agrometeorologia) é o ramo da meteorologia que estuda as relações de causa e efeito das condições meteorológicas com o meio rural e a produção agrícola  . A agrometeorologia é uma das atribuições no âmbito da Zootecnia, Engenharia Florestal, Engenharia Agrícola e Agronomia.
A meteorologia agrícola é muito importante para o planejamento e a gestão das atividades agropecuárias, pois permite conhecer e prever o comportamento do clima e seus impactos na produtividade, na qualidade e na sustentabilidade dos sistemas agrícolas. Ela também contribui para a redução de riscos climáticos, como a seca e a geada, e dos efeitos resultantes de eventos meteorológicos severos, como o granizo, os ventos fortes e as inundações, que podem causar perdas econômicas e sociais para os produtores rurais  .
A meteorologia agrícola utiliza diversas técnicas e ferramentas para coletar, analisar e interpretar dados climáticos, como temperatura, precipitação, umidade, radiação solar, vento e evapotranspiração. Esses dados podem ser obtidos por meio de estações meteorológicas instaladas no campo ou por meio de imagens de satélites e modelos numéricos. A partir desses dados, é possível elaborar boletins, mapas, gráficos, índices e indicadores agrometeorológicos que auxiliam na tomada de decisão em diversas áreas e etapas do agronegócio, como:
- Escolha das culturas e variedades mais adequadas para cada região e época do ano;

- Determinação das datas ótimas de plantio, colheita e manejo das culturas;

- Monitoramento das condições de desenvolvimento das plantas e da ocorrência de pragas e doenças;

- Estimativa da produtividade e da qualidade dos produtos agrícolas;

- Zoneamento agrícola de risco climático (ZARC);

- Gestão dos recursos hídricos e do uso do solo;

- Adaptação e mitigação das mudanças climáticas.

A agrometeorologia é, portanto, uma ciência aplicada que visa otimizar o uso dos recursos naturais e melhorar a eficiência e a rentabilidade da agricultura, além de promover a segurança alimentar e o bem-estar da sociedade.

## História
A cerca de 5.000 anos, o ser humano começou a abandonar sua tendência de caçador-coletor, e estabeleceu-se como fazendeiro e criador de gado, mudando para a agricultura produtiva.

## Presente
Ainda hoje, a agricultura é um dos setores da economia que mais dependem das condições meteorológicas.

## Usos

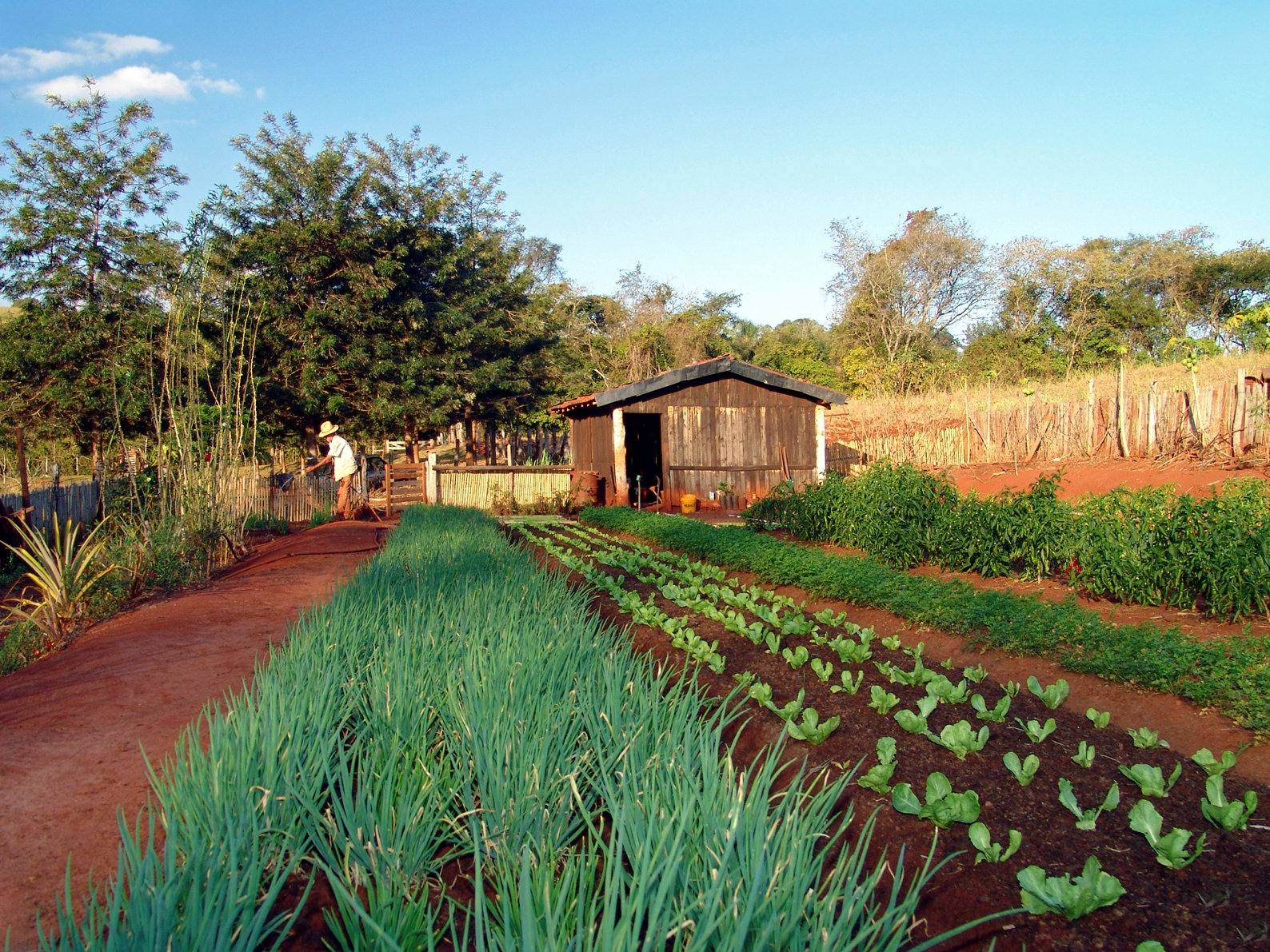
A horticultura é fortemente influenciada pelas variaçãos climáticas, mesmo que pequenas.

A quantidade e a qualidade de muitos produtos da agricultura, horticultura, silvicultura e pecuária são intimamente dependentes das condições climáticas. Além disso, a proliferação de pragas, doenças de plantas e fungos depende do tempo.
Dispondo-se de estações de medições em vários locais em uma área agrícola, é possível realizar medições de gradientes de temperatura e ponto de orvalho em cada uma e entre elas. Outro instrumento importante é o medidor de fluxo, utilizado para calcular em tempo real os termos do equilíbrio de energia pela evapotranspiração das plantas.
O conhecimento de precipitação e avaliação da umidade do solo, também conhecido como cálculo do balanço hídrico, leva à descrição, num dado tempo, do estado de uma cultura, o que permite maximizar a produção agrícola.
Diferenças nas condições entre as diferentes parcelas de terreno mostram o chamado microclima (todas as condições climáticas específicas sobre uma pequena área). Cada um destes climas cria diferenças na produção agrícola. O agro-meteorologista, portanto, analisa cada um dos fatores do microclima e se preocupa com a melhoria quantitativa e qualitativa da produção agrícola para o aconselhamento aos agricultores sobre as medidas para melhorar as condições de cada um.

## Linhas de Pesquisa
De modo geral, identificam-se quatro (4) áreas de investigação científica, a saber:

### Meteorologia Agrícola
Área de investigação que abrange a ação da atmosfera sobre os vegetais.

### Climatologia Agrícola
Pode ser dividida em 6 escalas de análise.
- Mecanismos de defesa das plantas em relação à extremos climáticos (geada/seca);

- Atividades pós-colheita da cultura: tipo de armazenamento/conservação/climatização e transporte;

- Ação do clima na fenologia da cultura;

- Planejamento do calendário agrícola;

- Influências sazonais e topográficas do clima sobre o desenvolvimento da cultura;

- O ponto de vista pedogenético do clima.

### Agrometeorologia
Linha interdisciplinar ampla e complexa. Estuda a influência dos azares climáticos. Objetiva otimizar o retorno econômico dos recursos naturais.

### Agroclimatologia
Análise do clima e do tempo com o objetivo de se intensificar a produção agrícola do solo. 